# ハウスウェルネスフーズ
ハウスウェルネスフーズ株式会社は、日本の健康食品・飲料メーカーである。ハウス食品グループ本社の完全子会社。本社は兵庫県伊丹市に所在する。
本項では、前身の武田食品工業株式会社（たけだしょくひんこうぎょう）についても解説する。

## 略歴・概要
1957年11月18日、武田薬品工業株式会社の食品部門子会社「武田食品工業株式会社」として設立された。社章は武田薬品本体と同じウロコマークだが、武田薬品がウロコマークが赤、取り囲む色が白であるのに対し、ウロコマークが白、それを取り囲む色が赤と反転した物を用いていた。一般にはTAKEDAFOODのブランド名で知られた。
当初はうま味調味料・いの一番と清涼飲料水・プラッシーを製造し、全国の米穀店などで販売していた。なお同様に調味料を製造・販売している山梨県のテンヨ武田とその子会社である武田食品工業は同名異企業であり、資本関係は一切ない。
1984年に武田薬品より営業移管を受けてコンビニエンスストアやスーパーマーケットなどの食品売り場に展開され、製販一貫体制が確立される。
1990年から「C1000」シリーズ3品を販売開始。その後、1991年に｢ビタミンレモン｣、｢レモンウォーター｣などを発売し、｢タケダ｣ブランドを確立、ビタミンC配合食品のロングセラーブランドとなった。
その後、武田薬品はリストラの一環として、2002年4月1日に調味料（いの一番・だし本番等）事業を麒麟麦酒（当時。現・キリンホールディングス）との合弁で設立した新会社「武田キリン食品株式会社」（のちのキリンフードテック→キリン協和フーズ→MCフードスペシャリティーズ→三菱商事ライフサイエンス）に移譲したのに続き、2005年12月26日、武田食品工業の事業を2006年にハウス食品株式会社と武田薬品の合弁による新会社へ移行し、設立から18か月後の2007年内を目処にハウス食品が新会社を完全子会社化することを発表した。
武田食品工業の売却について、ネスレグループやロッテなど複数の食品メーカーも買収の名乗りを上げていた。なかでもロッテは最終交渉段階まで話を進めていた。しかし、ハウス食品の提示金額が300億円と最も高額であったこと、武田食品工業の本社のある伊丹市とハウス食品が本社を置く東大阪市とが距離的に近く、従業員の転居の負担が小さいことから、武田側は売却先にハウスを選択した。また、ハウスはウコンの力など健康食品事業を重視しており、武田食品工業が培った事業が主力事業として活かされると、長谷川閑史武田薬品社長（当時）は述べている。当時、ヘッジファンドのスティール・パートナーズはハウス食品の株式の7.1%を保有しており、ハウスの持つ550億円の余剰資金を企業価値を高めるために使うよう後押ししたとみられている。
2006年4月3日に合弁新会社「ハウスウェルネスフーズ株式会社」を設立し、武田食品工業の事業を引き継いだ。これと同時に、看板商品である「C1000タケダ」は「C1000」と呼ばれるようになった。そして2007年10月1日、ハウス食品（旧会社、現・ハウス食品グループ本社）が武田薬品保有分のハウスウェルネスフーズ株を全て譲り受けて完全子会社化し、武田薬品は食品事業から完全に撤退した。
2008年には、ハウスウェルネスフーズとしてはじめてのC1000シリーズの大型新商品「C1000 1日分のビタミン」を発売。
2009年4月から同社の主力商品である「C1000」は、「げんき」＋「きいろ」の造語による「げんきいろプロジェクト」と題し、｢C1000でみんなの元気をつなぐ｣が合言葉の、新たなプロモーション活動を開始した。
2010年8月18日には「げんきいろプロジェクト」の一環のWebキャンペーンとして、漫画家の今日マチ子がTwitterサポーターのツイートから着想を得て執筆し、Webコミックを連載するという「きいろいきもち」を開始した。東京デザイン専門学校、ファッション雑誌のan・anとのタイアップも展開された。
2013年10月1日にハウス食品は持株会社体制に移行し、ハウスウェルネスフーズはハウス食品グループ本社の子会社となった。

## 現在販売されている主要製品
※★は武田食品工業時代から発売されている商品。☆はハウス食品から発売を継承した商品。
- C1000シリーズ
  - ビタミンレモン★
  - レモンウォーター★
  - 1日分のビタミン
  - ビタミンドリンク★
  - レモンホット★
  - ビタミンレモンゼリー★
  - 1日分のビタミンゼリー
  - リフレッシュタイム★
  - リフレッシュタイムスパークリング★
- Supplement（サプリメント食品）
- ネルノダ
- 野菜＆フルーツ
- 健康茶
- ウコンの力☆
- メガシャキ☆
- 黒豆ココア☆
- L-137☆
- さらら生活
- 新玄シリーズ★
  - 新玄サプリ米（栄養強化米）
- 葉酸米（栄養強化米）
- だしづくり（液体だし）★
- ソフトしょうゆ★
- 明日への恵み（特定保健用食品）

## 過去に販売されていた主要製品
武田薬品時代に発売を終了した商品に関しては、武田薬品を参照。

### 武田食品工業時代に販売を終了した商品
- タケダスポーツドリンク
- タケダビタミンドリンク
- ダイエット茶
- ベタープラス（C1000シリーズの姉妹商品であった）：｢Supplement｣は本シリーズより独立
- シーアップタケダ（C1000シリーズの姉妹商品であった）
  - ビタミンCの水 レモンウォーター：｢C1000タケダ ビタミンCの水｣へ継承
- サプリメントドリンクシリーズ
- ミニドリンクシリーズ：｢生ローヤルゼリー500ドリンク｣は現法人に移行後、内容量、容器等を一新し「生ローヤルゼリー1000ドリンク」としてリニューアルしシリーズより独立
- 源滋
- C1000シリーズ
  - Ca&Mg
  - せんい&オリゴ
  - Fe
  - ビタミンCの水：｢レモンウォーター｣発売後も暫く併売されていたが、左記商品へ機能統合
- タケダの浅漬の素
- ノンオイルマヨネーズ
- だし本番
- 味一番：味を調える卓上調味料
- タケシオ：調味塩
- ウィニング炭焼コーヒー

### ハウスウェルネスフーズに移行してから販売を終了した商品
- C1000シリーズ
  - ビタミン&Ca（アンドカルシウム）
  - ビタミン&Fe（アンドエフイー）
  - リフレッシュ（レモン&ライム）
- 新玄 ごはんでファイト（栄養強化米）
- 生ローヤルゼリー1000ドリンク
- 生ローヤルゼリー1000
- 生ローヤルゼリー滋養ドリンク
- 生ローヤルゼリー500ドリンク
- 美らっくす アップルコラーゲン
- うるおい美率☆
- うるおい習慣
- ニンニクの力☆
- サムライド（エナジードリンク）
- だし亭<顆粒>（かつお風味）★
- 黒酢滋養ドリンク
- ウィニング 炭焼き微糖★（缶コーヒー）
- プラッシー★

## 歴代CMキャラクター

### 現在

#### C1000
- 本田翼

#### ネルノダ
- 遠藤憲一

#### ウコンの力
- 渡邊圭祐

#### メガシャキ
- 鈴木亮平

#### 新玄ごはんでファイト
- ごはんかいじゅうパップ

#### 一日分のビタミン
- 福原遥

### 過去
※は旧武田食品工業のCMでの出演

#### C1000タケダ→C1000
- ポルノグラフィティ※
- 大塚寧々（ベタープラスタケダも担当）※
- 加藤あい※
- 島田紳助※
- 鈴木蘭々 ※
- 川原亜矢子※
- 長谷川京子※：ハウスウェルネスフーズへ移行後も出演。
- 清水ゆみ
- ちはる
- 高田延彦
- 嵐※：ハウスウェルネスフーズへ移行後も出演。
- 篠原涼子
- 榮倉奈々
- 人形芸人 ドント&ノット
- 多部未華子

#### ウコンの力・ニンニクの力
- 宇梶剛士
- ユースケ・サンタマリア
- 山川豊・木の実ナナ・黒谷友香
- 坂本昌行・長野博・井ノ原快彦（20th Century）
- 桃井かおり
- 博多華丸・大吉
- 加藤浩次
- 坂下千里子
- 福耳（山崎まさよし、杏子、元ちとせ、秦基博）
- 中居正広（SMAP）・不破万作
- 小林正寛
- 青山倫子
- 藤木直人・皆藤愛子
- つんく♂
- 千原ジュニア
- 桐谷健太
- 中野美奈子
- 柳葉敏郎
- 勝俣州和
- 石丸幹二
- 星野源
- 国分太一

#### ウコンの力 レバープラス/レバープラス プラチナ
- 有吉弘行
- 土田晃之
- 星野源

#### メガシャキ
- 北村一輝
- 乃木坂46

#### 生ローヤルゼリー1000ドリンク
- 若槻千夏（ミツバチの着ぐるみを着ている）

#### うるおい習慣
- 森貴美子

#### いの一番
- 八千草薫※
- 真屋順子（だし亭も担当）※
- 酒井和歌子※

#### Supplement
- 飯島直子※

#### プラッシー
- 甲斐智枝美※
- 竹下玲奈※

#### 一日分のビタミン
- 平祐奈

#### 新玄
- 清水ミチコ※

## スポンサー提供番組

### テレビ
すべて当初は武田薬品をはじめとする武田グループとして、新会社移行後はハウス食品のサブスポンサー扱いとしての提供。
- スーパーモーニング→情報満載ライブショー モーニングバード!（8時台、ローカル枠）
- さんまのからくりTV→さんまのSUPERからくりTV（ここまで武田食品工業時代）→ブロードキャスター（ここからハウスウェルネスフーズ時代）→情報7daysニュースキャスター→EXH〜EXILE HOUSE〜（すべて過去）
- サンテレビボックス席（過去）
- 世界名作劇場（BSフジ放映時代、過去）
- NTV紅白歌のベストテン（過去）

### ラジオ
- C1000 presents yuumiのLOVELY DAY（過去）